# Onze-Lieve-Vrouw van de Rozenkranskerk (Merelbeke)

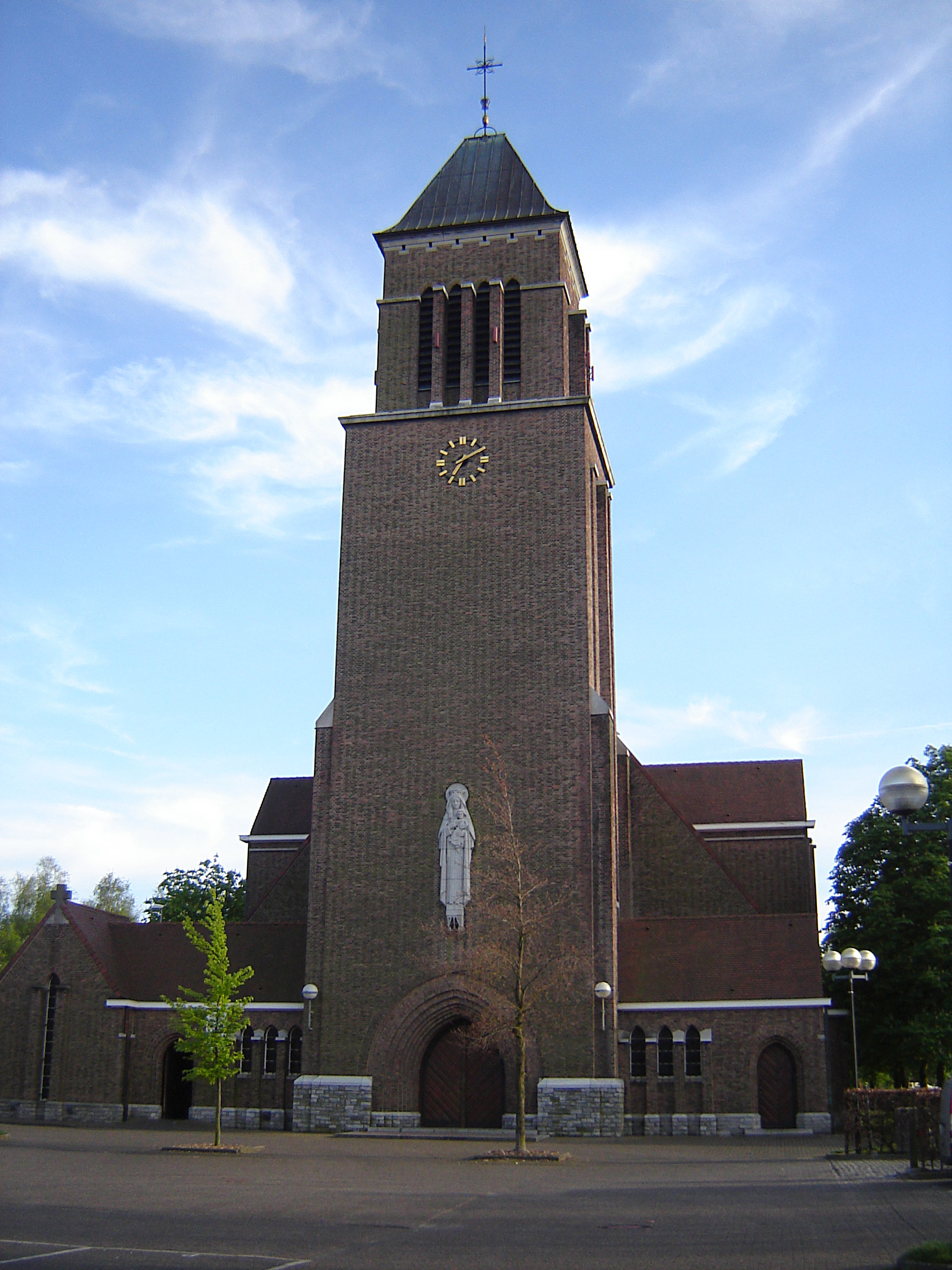
De Onze-Lieve-Vrouw van de Rozenkranskerk

De Onze-Lieve-Vrouw van de Rozenkranskerk is een kerkgebouw in de Belgische gemeente Merelbeke, meer bepaald in de Flora-wijk. Dit gebedshuis werd in 1954 opgetrokken naar plannen van architect Jacques Loontjens.
Deze moderne kerk heeft drie beuken en een kerktoren met groene koperen spits aan de noordzijde die deel uitmaakt van de voorgevel. Het gebouw is strak van lijn,  geometriserend en uit gele baksteen opgetrokken. De  stijl van de kerk verwijst naar de gotische kerkbouw.  Een groot beeldhouwwerk van Onze-Lieve-Vrouw met Kind door Oscar Sinia versiert het portaal van de toren.
In het interieur, ook uit baksteen, staan houten heiligenbeelden van Oscar Sinia en F. Tinel.